# Янко, Любомир
Любомир Янко (чеш. Lubomír Janko; род. 13 ноября 1955, Брно) — чехословацкий гребец, выступавший за сборную Чехословакии по академической гребле в конце 1970-х годов. Победитель и призёр первенств национального значения, участник летних Олимпийских игр в Москве.

## Биография
Любомир Янко родился 13 ноября 1955 года в городе Брно, Чехословакия.
Впервые заявил о себе в академической гребле на международном уровне в сезоне 1977 года, когда вошёл в состав чехословацкой национальной сборной и выступил на чемпионате мира в Амстердаме, где в зачёте восьмёрок стал четвёртым.
В 1979 году стартовал в восьмёрках на чемпионате мира в Дуйсбурге — на сей раз сумел квалифицироваться лишь в утешительный финал В и расположился в итоговом протоколе соревнований на седьмой строке.
Благодаря череде удачных выступлений удостоился права защищать честь страны на летних Олимпийских играх 1980 года в Москве. В составе экипажа-восьмёрки, куда также вошли гребцы Карел Мейта, Павел Певный, Цтирад Юнгман, Карел Неффе, Душан Вичик, Милан Долечек, Милан Киселый и рулевой Иржи Птак, неудачно выступил на предварительном квалификационном этапе, но через дополнительный отборочный заезд всё же попал в главный финал А, где в конечном счёте финишировал четвёртым, уступив чуть более секунды в борьбе за бронзу команде из Советского Союза.
После московской Олимпиады Янко больше не показывал сколько-нибудь значимых результатов в академической гребле на международной арене.